# Crowne Plaza Helsinki - Hesperia
Le Crowne Plaza Helsinki - Hesperia ou  Hotelli Hesperia  est un hôtel situé dans le quartier de Taka-Töölö à Helsinki en Finlande.

## Description
L'hôtel Hesperia est situé à Taka-Töölö, le long de Mannerheimintie, en face du parc d'Hesperia. Il a été ouvert en 1972 à côté de l’hôtel InterContinental qui a été achevé en même temps. 
Les deux hôtels occupent entièrement l'îlot urbain.

## Histoire de l'hôtel
L'hôtel a été construit par Helsingin Osuuskauppa (HOK) et le bâtiment a été conçu par l'architecte Pauli Lehtinen. 
L'architecte d'intérieur était Jorma Valve. 
L'intérieur était en grande partie basé sur la série de meubles Prisma conçue par Voitto Haapalainen et fabriquée par Martela.
La même année 1972, l'hôtel InterContinental a également été achevé à côté de l'hôtel Hesperia. 
Les deux hôtels ont hébergé les hôtes des conférences de l'OSCE qui se sont tenues à Helsinki en 1973 et 1975,.
L'hôtel Hesperia, comme l'InterContinental adjacent, était à l'origine destiné principalement aux touristes américains. 
Le projet était fondé par Pohja-yhtymä et le mouvement coopératif HOK de Pellervo, tandis qu'OTK, qui représentait le mouvement coopératif concurrent, sest associé au projet d'hôtel voisin.
Comme pour l'InterContinental, les travaux de construction d'Hesperia ont également commencé en 1969, avant même l'approbation du permis de construire.
L'hôtel Hesperia a été inauguré le 20 mai 1972. 
À cette époque, l'hôtel comptait 285 chambres, des restaurants et des magasins. Les textiles de l'hôtel ont été conçus par Marjatta Metsovaara (fi) et l'intérieur par Maj Kuhlefelt (fi).
Devant le bâtiment de l'hôtel se trouve la sculpture de 10 mètres de haut de Kimmo Kaivanto (fi), intitulée Oodi 60 000 järvelle (en finnois : Ode aux 60 000 lacs).
L'hôtel Hesperia était particulièrement connu pour sa discothèque, où se sont produits, entre autres, Frank Zappa, Abba, James Brown et Sammy Davis Jr, aux côtés d'artistes finlandais.
Entre 1979 et 1998, l'hôtel a accueilli un carnaval d'hiver annuel en janvier, au cours duquel de la samba et de la salsa étaient jouées. 
La première table de Blackjack en Finlande a été ouverte à l'hôtel Hesperia en 1982.
Des scènes ont été tournées dans l'hôtel et sa suite présidentielle pour les films Meiltähä tatti käi (1973), Karvat (1974) et le film Kuumat kundit (1976) sur le groupe Hurriganes.
L'hôtel a été agrandi et rénové en 1985. 
Il a aussi fonctionné sous le nom de Radisson SAS Hesperia. L'exploitation de l'hôtel a pris le nom d'hôtel Hesperia au printemps 2004.
Après avoir subi une rénovation complète, l'hôtel a rouvert ses portes en janvier 2005 sous le nom de Crowne Plaza. 
Dans le cadre de la rénovation, le restaurant et la cuisine ainsi que les chambres ont été rénovés, la discothèque a été remplacée par un centre de fitness et la cour a été transformée en jardin d'hiver. 
La façade en marbre du bâtiment de l'hôtel, en mauvais état, a été remplacée par du granite clair. 
L'hôtel est actuellement destiné aux voyageurs d'affaires et de conférences.
Au tournant de l'année 2017-2018, l'hôtel Crowne Plaza est racheté par Hôtels Scandic. 
Au début 2019, le nouveau nom de l'hôtel devient Crowne Plaza Helsinki - Hesperia. 
Au début 2020, l'hôtel a subi d'importantes rénovations et a rouvert ses portes en juin 2020.

## La zone avant les hôtels
À la fin du XVIIIe siècle, un hôpital militaire et un entrepôt ont été construits sur le site des hôtels actuels Scandic Park et du Crowne Plaza, le long de la route menant à la ville d'Helsinki mais toujours clairement en dehors de la ville. 
Plus tard, à l'époque du Grand-duché de Finlande, des casernes pour l'artillerie ont été construites dans la région, et la zone est devenue connue sous le nom de Tykistöpiha (en finnois : Cours de l'Artillerie), ce qui est encore évoqué par le nom de la rue Tykistökatu (en finnois : rue de l'Artillerie) à proximité.
Après l'indépendance de la Finlande, la ville d'Helsinki a acheté l'îlot urbain avec ses bâtiments, qui se trouvaient déjà au milieu de la zone des nouveaux immeubles de Töölö. 
Après cela, la plupart des anciens bâtiments de la cour d'artillerie ont longtemps été utilisés par les installations sanitaires municipales,.
Cependant, le bâtiment en pierre situé à la limite nord de l'îlot, sur le site de l'actuel Crowne Plaza, le long de Kivelänkatu, a servi d'abord de jardin d'enfants, puis de bibliothèque de Töölö à partir de 1937, jusqu'à ce que l'ensemble des anciens bâtiments du quartier soit démoli en 1968 pour faire place à la construction d'hôtels sur le site.
Le zonage de l'îlot Tykistöpiha, qui était auparavant prévu comme emplacement pour des bâtiments culturels, y construite les grands hôtels avait suscité à l'époque des critiques. 
Cependant, le projet a bénéficié du ferme soutien de la municipalité d'Helsinki et seuls le SKDL et le TPSL s'y sont opposés au conseil municipal. 
On a prétendu que l'OTK (fi) OTK, un mouvement coopératif progressiste, avait été inclus dans le projet afin d'obtenir le soutien des sociaux-démocrates.

## Galerie

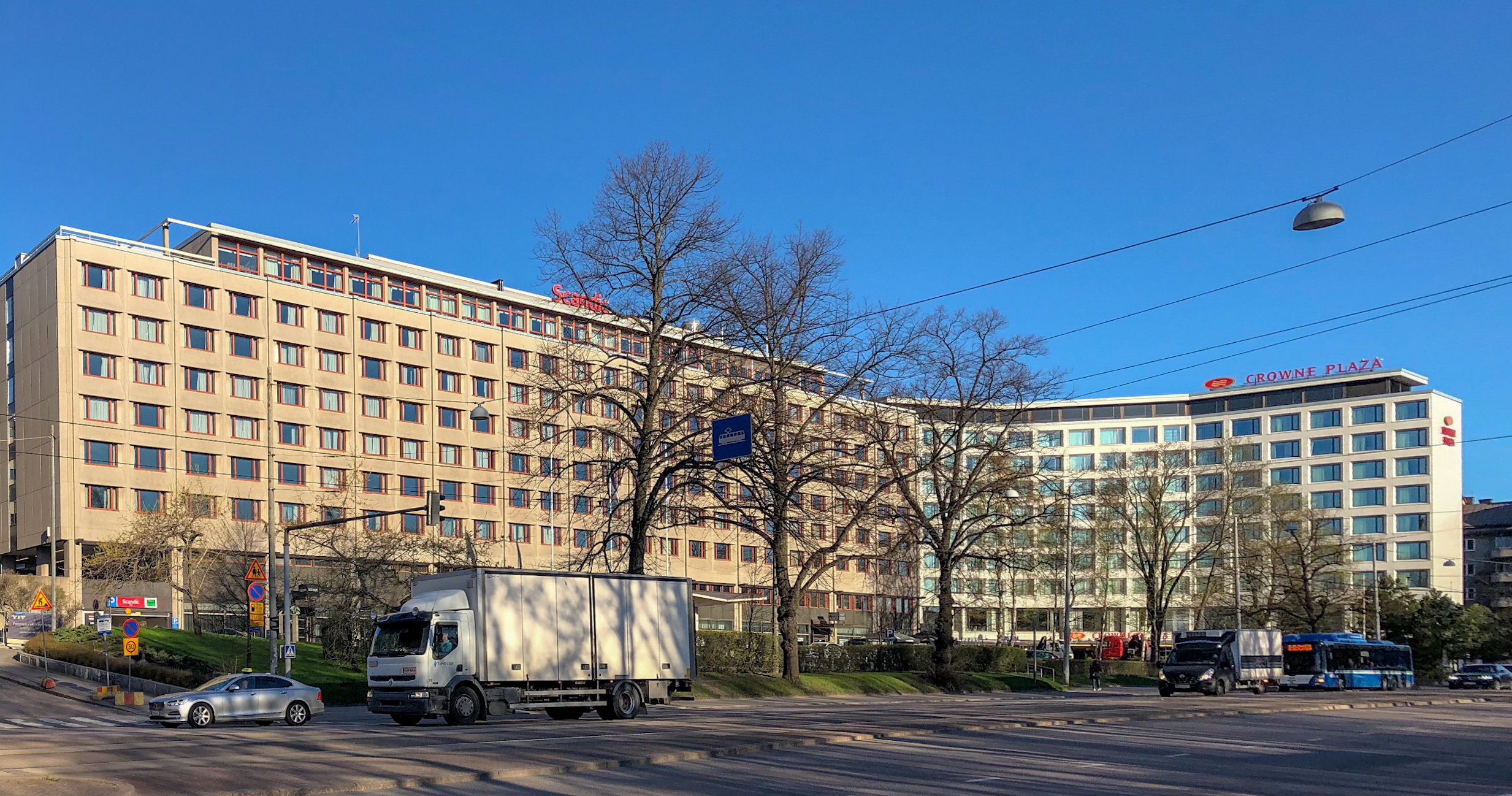
Le Scandic Park Helsinki et l'Hotelli Hesperia.
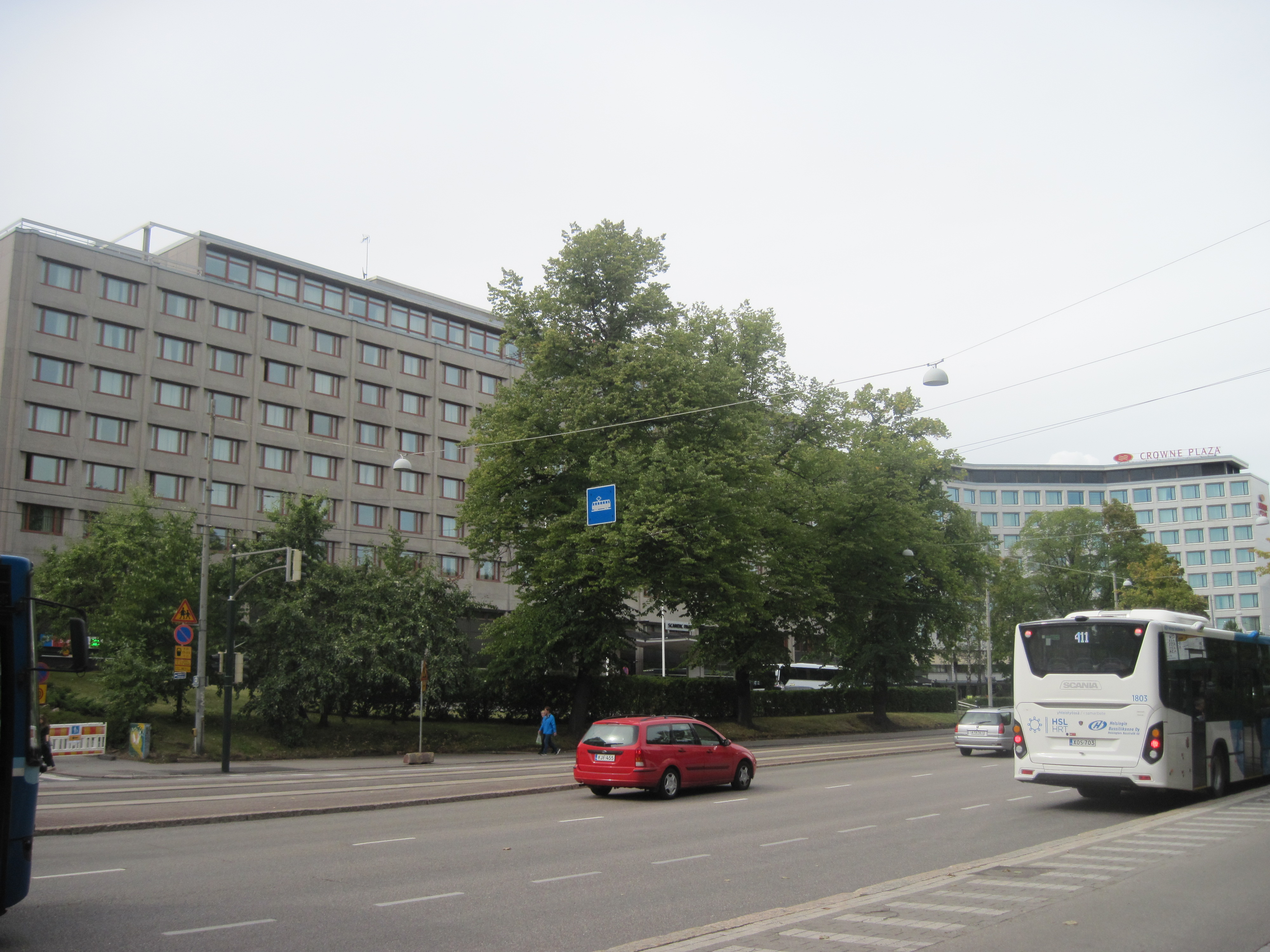
Les hôtels Scandic Continental et Crowne Plaza sur Mannerheimintie.